# Марри, Гилберт
Гилберт Марри, также Маррей, Мюррей (англ. George Gilbert Aimé Murray, 2 января 1866 года, Сидней — 20 мая 1957 года, Оксфорд) — английский филолог-классик, писатель, переводчик, публицист, публичный интеллектуал. Один из основателей международной гуманитарной организации Оксфам.

## Биография
Отец, по происхождению ирландец, — член парламента Нового Южного Уэльса. Мать, по вероисповеданию протестантка, руководила школой для девочек, в 1877 вместе с сыном переехала в Англию, где в 1891 умерла. Гилберт закончил Сент-Джонс колледж в Оксфорде. В 1889—1899 гг. профессор в Университете Глазго, оставил должность из-за плохого состояния здоровья. Затем несколько лет занимался литературой, театром и политикой. В 1905 г. вернулся в Оксфорд — членом Нью-колледжа, с 1908 г. — королевский профессор. В 1925—1926 открыл лекции Чарльза Элиота Нортона в Гарвардском университете.
Жена — леди Мэри Генриетта Говард, дочь девятого графа Карлайла. У супругов было пятеро детей. Сын Бэзил дружил с Ивлином Во и стал прообразом Бэзила Сила в романах «Черная напасть» и «Не жалейте флагов», дочь Розалинда вышла замуж за историка Арнольда Тойнби, второй сын Стивен стал известным адвокатом и общественным деятелем. Внук по упомянутой дочери — Филип Тойнби.

## Научная деятельность
В исследованиях греческого театра и греческой религии был близок к Джейн Харрисон, с которой познакомился в 1900, и в целом к ритуальной школе (кембриджским ритуалистам).

## Литературное творчество
В поэзии — последователь Суинбёрна. Переводил пьесы Эсхила, Софокла (перевод Царя Эдипа был заказан ему Йейтсом), Еврипида, Аристофана, Менандра, в его переводах ряд из них был тогда же поставлен в лондонском Ройал-Корт, в театрах США.

## Политическая деятельность
На протяжении всей жизни поддерживал либеральную партию. В 1901—1902 сблизился с Независимой рабочей партией. После окончания Англо-бурской войны 1899—1902 отошел от активной политической деятельности, вернувшись к прерванной академической карьере. Вместе с тем, выступал как активный политический журналист и памфлетист. Участвовал в работе Лиги Наций, сблизился на этой почве с Уэллсом.

## Избранные публикации

### Труды о классической литературе
- История древнегреческой литературы/ A History of Ancient Greek Literature (1897)
- The Rise of the Greek Epic (1907)
- Greek Historical Writing, and Apollo: Two Lectures (1908, вместе с Ульрихом фон Вилламовиц-Мёллендорфом)
- Ancient Greek Literature (1911)
- Four Stages of Greek Religion (1913)
- Еврипид и его эпоха/ Euripides and his Age (1913)
- Гамлет и Орест/ Hamlet and Orestes: A Study in Traditional Types (1914)
- Философия стоиков/ The Stoic Philosophy (1915)
- Aristophanes and the War Party, A Study in the Contemporary Criticism of the Peloponnesian War (1919)
- Greek Historical Thought: from Homer to the Age of Heraclius (1924, вместе с А.Дж. Тойнби)
- Five Stages of Greek Religion (1925)
- Классическая традиция в поэзии/ The Classical Tradition in Poetry (1927, Нортоновские лекции)
- Aristophanes: A Study (1933)
- Aeschylus: The Creator of Tragedy (1940)
- The Wife of Heracles (1947)
- Greek Studies (1947)
- Hellenism and the Modern World (1953, радиобеседы)

### Литературные труды
- Gobi or Shamo, роман (1889)
- Carlyon Sahib, драма (1899)

### Эссе, статьи, памфлеты
- Либерализм и империя/ Liberalism and the Empire: Three Essays (1900, в соавторстве)
- Thoughts on the War (1914)
- The Foreign Policy of Sir Edward Grey, 1906—1915 (1915)
- Ethical Problems of the War (1915)
- Herd Instinct and the War (1915)
- How can war ever be right?' (1915)
- Impressions of Scandinavia in War Time (1916)
- The United States and the War (1916)
- The Way Forward: Three Articles on Liberal Policy (1917)
- Great Britain’s Sea Policy — A Reply to an American Critic (1917)
- Faith, War and Policy (1917)
- The League of Nations and the Democratic Idea (1918)
- Religio Grammatici: The Religion Of A Man Of Letters (1918)
- Satanism and the World Order (1920)
- The League of Nations and its Guarantees (1920)
- Essays and Addresses (1921)
- The Problem of Foreign Policy: A Consideration of Present Dangers and the Best Methods for Meeting Them (1921)
- Tradition and Progress (1922)
- The Ordeal of This Generation: The War, the League and the Future Halley Stewart Lectures 1928 (1930)
- The Intelligent Man’s Way To Prevent War (1933, в соавторстве)
- Problems of Peace (1933, в соавторстве)
- Then and Now (1935)
- Liberality and Civilisation (1938)
- Stoic, Christian and Humanist (1940)
- The Deeper Causes of the War and its Issues (1940, в соавторстве)
- Anchor of Civilisation (1942)
- Myths and Ethics, or Humanism and the World’s Need (1944)
- Humanism: Three B.B.C. talks (1944, в соавторстве)
- Victory and After (1945)
- From the League to the U.N. (1948)
- Spires of Liberty (1948, в соавторстве)
- Andrew Lang: The Poet (1948)
- The Meaning of Freedom (1956, в соавторстве)
- Humanist Essays (1964)

### Публикации на русском языке
- Из книги Пять стадий греческой религии

## Признание
Награждён степенью доктора права (LLD) университета Глазго (1900).
В 1912 отказался от рыцарского звания. Получил Орден Заслуг в 1941. Член Британской Академии.

## Интересные факты
Стал прототипом Адольфуса Казинса в драме Бернарда Шоу Майор Барбара.